# Sydney Darts Masters 2014
De Sydney Darts Masters 2014 was de tweede editie van de Sydney Darts Masters. Het toernooi was onderdeel van de World Series of Darts. Het toernooi werd gehouden van 28 augustus tot 30 augustus 2014 in het Hordern Pavillion, Sydney. Phil Taylor was de titelverdediger en wist ook de tweede editie van het toernooi te winnen door in de finale van Stephen Bunting te winnen met 11-3.

## Deelnemers
Net als in elk World Series toernooi speelden ook hier 8 PDC Spelers tegen 8 darters uit het land/gebied waar het toernooi ook gehouden wordt. De deelnemers waren:
- Michael van Gerwen
- Phil Taylor
- Simon Whitlock
- Peter Wright
- Dave Chisnall
- James Wade
- Raymond van Barneveld
- Stephen Bunting
- Paul Nicholson
- Warren Parry
- Laurence Ryder
- Shane Tichowitsch
- David Platt
- John Weber
- Kyle Anderson
- Damon Heta